# Dangereusement vôtre
Pour les articles homonymes, voir A View to a Kill.
Cet article concerne le film de John Glen. Pour la chanson des Duran Duran, voir A View to a Kill.
Série
Octopussy
(1983) Tuer n'est pas jouer
(1987)
Pour plus de détails, voir Fiche technique et Distribution.
Dangereusement vôtre (A View to a Kill) est un film d'espionnage britannique réalisé par John Glen et sorti en 1985. C'est le 14e opus de la série des films de James Bond produite par EON Productions. Roger Moore y incarne James Bond pour la septième et dernière fois.

## Synopsis
En mission près des côtes de Sibérie, James Bond récupère, sur le cadavre de l'agent 003, une puce électronique ultra secrète. Il est alors pris en chasse par l'armée russe qui recherche également la puce. Après une course-poursuite à ski, James s'échappe avec un bateau déguisé en iceberg piloté par Kimberley Jones, un membre féminin du MI6.

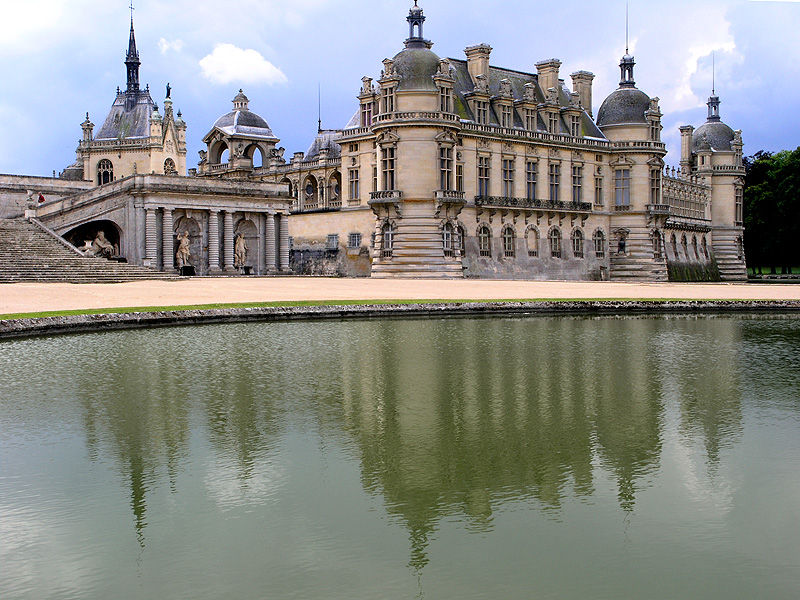
Château de Chantilly.

Lors de son retour à Londres, Q découvre en l'analysant que la puce a été fabriquée par la société Zorin Industries et que c'est son propriétaire, Max Zorin, qui l'a probablement donnée aux Soviétiques. La puce est également conçue pour résister aux dommages qui pourraient être provoqués par une impulsion électromagnétique. Bond et son collègue Godfrey Tibett se rendent alors au champ de course d'Ascot, afin de repérer Max Zorin, dont le cheval Pégase vient de gagner la course.

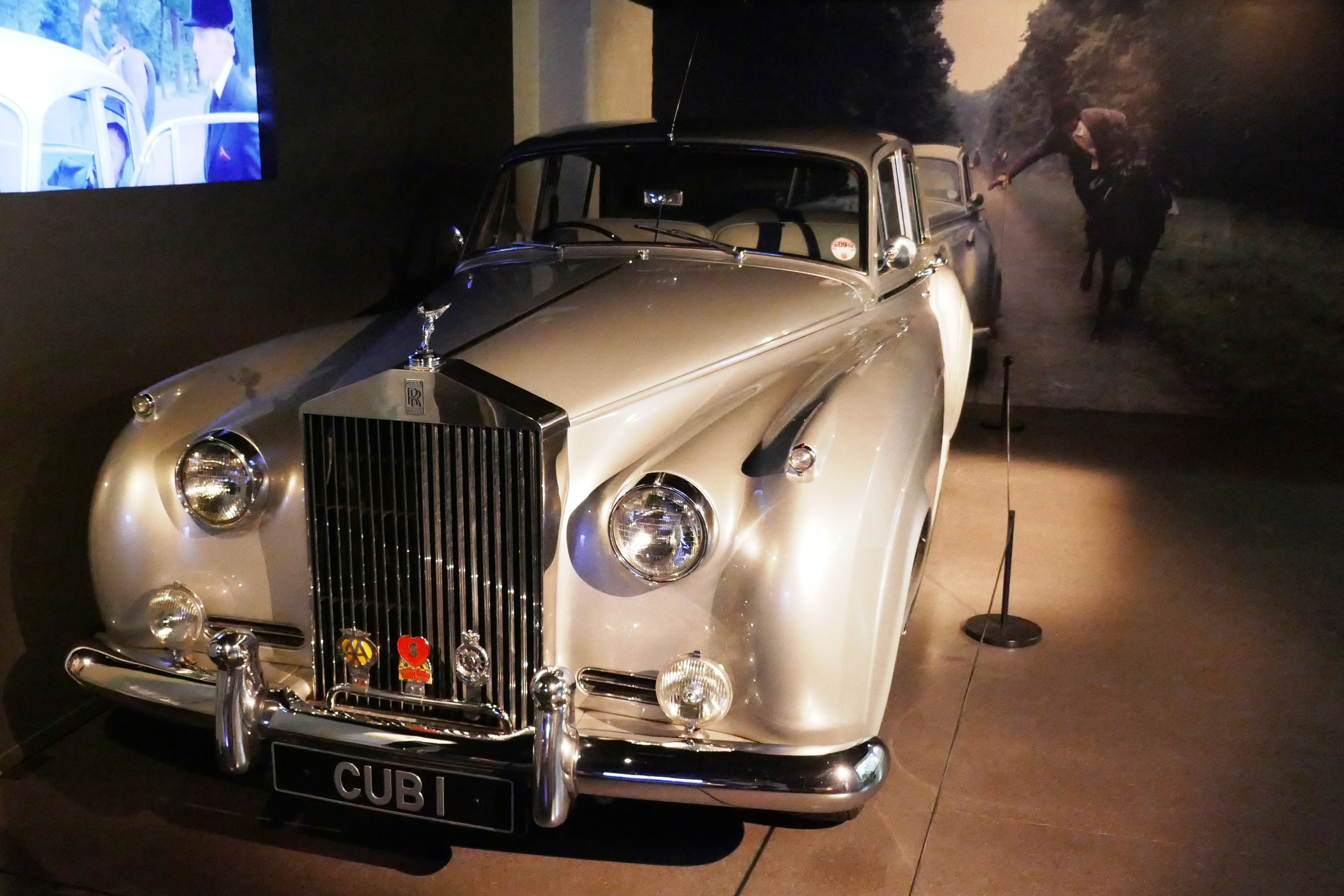
Rolls-Royce Silver Cloud II de Bond.

Afin d'en savoir plus sur Zorin, Bond se rend à la tour Eiffel pour rencontrer un contact de Tibbett, Achille Aubergine, lequel est assassiné par May Day, la garde du corps et amante de Zorin. Bond la pourchasse, mais elle réussit toutefois à s'enfuir avec l'aide de Zorin.
Bond et Tibbett partent sous couverture pour Chantilly, où se trouvent les écuries de Zorin. Ils rencontrent alors Scarpine, le chef de la sécurité de Zorin, deux  assistantes du milliardaire, Pan-Ho et Jenny Flex - qui les introduit au château, Tibbett se faisant passer pour le majordome de Bond. Durant une réception, Bond fait la connaissance d'une jeune scientifique américaine, Stacey Sutton.
Bond et Tibbett réussissent ensuite à infiltrer le laboratoire secret de Zorin où ils comprennent que les chevaux sont dopés. Ils sont repérés et Bond gagne ensuite la chambre de May Day afin de n'éveiller aucun soupçon. Cependant, Zorin apprend la véritable identité de Bond et l'invite à le défier lors d'une course. Le cheval de Bond étant drogué, Bond s'échappe de la piste et va retrouver la voiture de Tibbett, conduite en réalité par May Day qui a précédemment tué Tibbett avec la complicité de Jenny Flex. Bond est assommé et placé dans la voiture que Zorin et May Day poussent dans un lac. Respirant l'air de l'un des pneus de la voiture, 007 réussit à survivre.

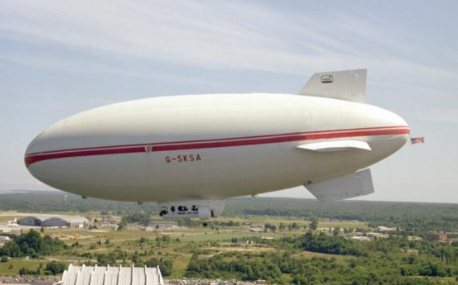
Dirigeable Skyship 500 de Zorin.

Dans un dirigeable (dont l'extérieur correspond au Skyship 500), Zorin dévoile à des investisseurs qu'il projette de détruire la Silicon Valley, afin d'avoir le monopole du marché des puces électroniques. Il exige alors de chacun une participation de cent millions de dollars. Un seul homme refuse et il est jeté en dehors du dirigeable par May Day, en plein vol au dessus du Pacifique.

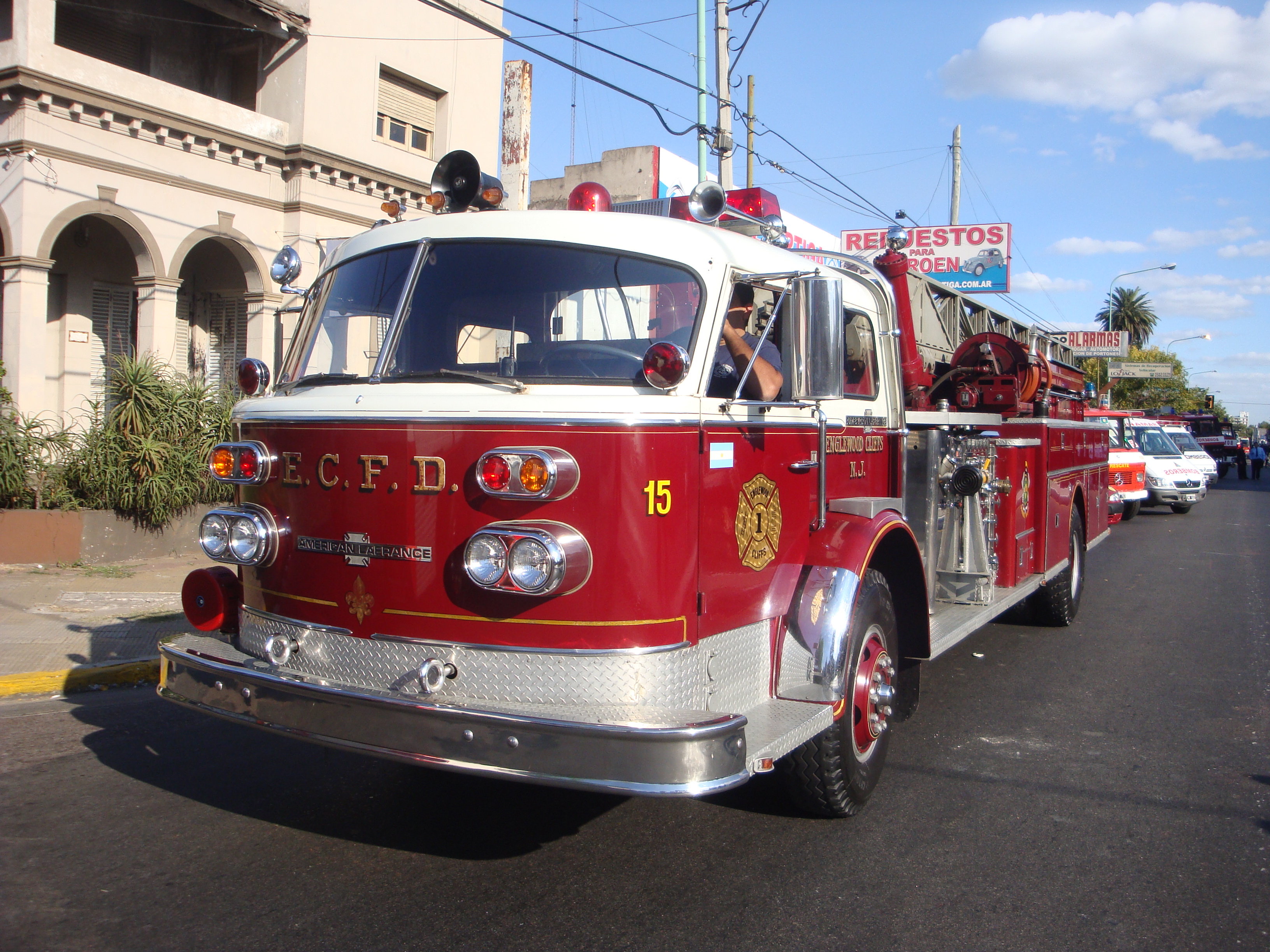
Camion de pompier American LaFrance utilisé par Bond.

À San Francisco, Bond apprend que Zorin est un psychopathe, fruit d'expériences nazies menées par le Dr Carl Mortner, qui a jadis pratiqué dans un camp de concentration allemand sous le nom du Dr Hans Glaub. Bond infiltre alors une plate-forme pétrolière de Zorin et réussit à séduire une agente du KGB, Pola Ivanova, grâce à laquelle il obtient des informations sur Zorin. Bond rencontre une nouvelle fois Stacey Sutton et apprend que la compagnie de pétrole de son grand-père est gérée à présent par Zorin. Le détective Chuck Lee livre des informations à Bond et à Stacey mais est bientôt assassiné par May Day. Bond et Stacey se rendent ensemble à l'Hôtel de ville de San Francisco pour dérober des documents. Cependant, Zorin, May Day, Jenny Flex et Pan-Ho débarquent, leur tendant un piège. Ils appellent la police, accusent Bond de la mort du maire qu'ils assassinent dans la foulée et mettent le feu à la mairie. Ils les isolent ensuite dans une cage d'ascenseur enflammée. Bond et Stacey réussissent à s'évader, puis échappent aux forces de l'ordre grâce à un camion de pompier.

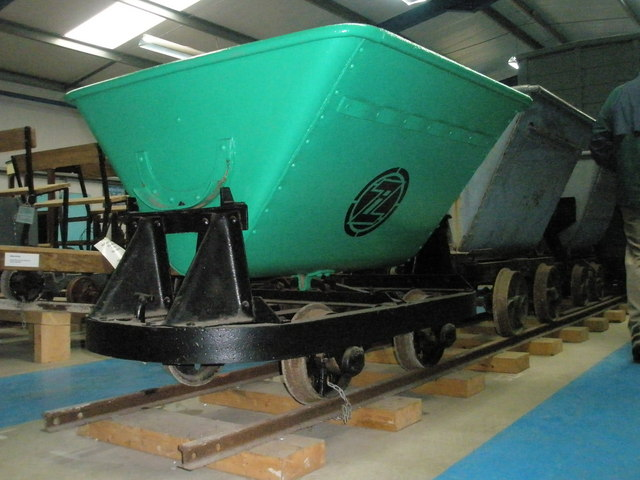
Wagon de la mine Zorin.

Le jour suivant, Bond et Stacey infiltrent la mine de Zorin et découvrent qu'il projette de faire exploser la faille de Hayward et celle de San Andreas pour submerger la Silicon Valley avec un tremblement de terre double. Le cataclysme causerait la mort de millions de personnes et des milliards de dollars de dégâts. Zorin et Scarpine tuent tous les ouvriers de la mine, la font exploser et s'en échappent, laissant Bond et May Day pour morts dans la mine. Stacey arrive toutefois à s'échapper. May Day, furieuse d'avoir été trahie, et après la découverte du corps noyé de Jenny Flex, aide Bond à sortir la plus grande bombe, laissée par les hommes de Zorin dans une fosse. May Day se sacrifie alors afin de mener la bombe en dehors de la mine, ordonnant à Bond de tuer Zorin. La bombe explose sous les yeux effarés du psychopathe. 

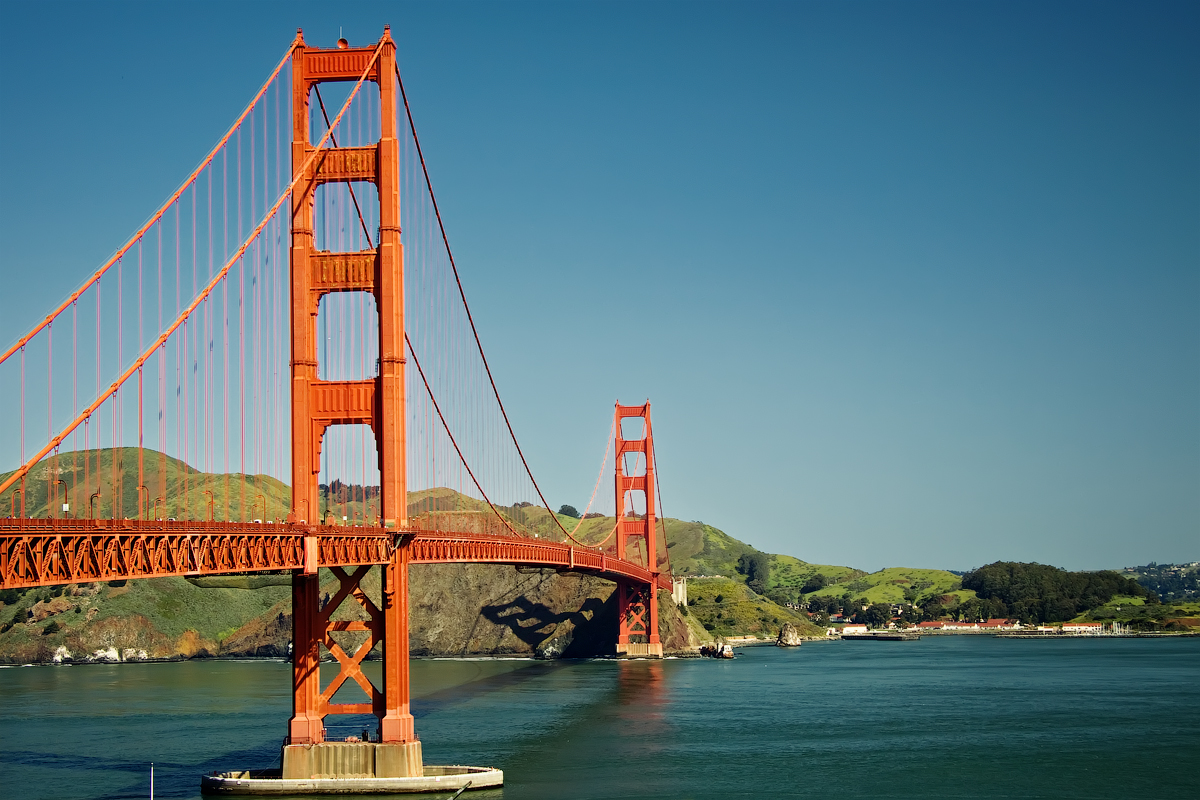
Golden Gate Bridge.

Celui-ci capture ensuite Stacey, et s'envole dans le Skyship 500 avec Scarpine et Mortner. Bond réussit à se suspendre à une corde du dirigeable, lequel se dirige vers le pont du Golden Gate afin de le faire chuter. Cependant, grâce à la corde, Bond retient le Skyship 500 près du pont. Stacey attaque Scarpine et s'évade, rejoignant Bond. Zorin descend ensuite avec une hache pour combattre Bond qui réussit à le faire tomber dans l'océan. Totalement hystérique, le vieux nazi Mortner allume une mèche de TNT afin de l'envoyer vers Bond. Toutefois, Bond coupe la corde du dirigeable, Mortner tombe à la renverse dans l'engin et, alors que lui et Scarpine tentent maladroitement de récupérer la dynamite, celle-ci explose, réduisant les deux hommes en charpie.
Le général Gogol souhaite remettre l'Ordre de Lénine à Bond. Q, à l'intérieur d'un van, utilise un chien-robot pour surveiller 007 grâce à une caméra embarquée. Il trouve alors Bond et Stacey, ensemble, sous la douche.

## Fiche technique
- Titre francophone : Dangereusement vôtre
- Titre original : A View to a Kill
- Réalisation : John Glen
- Scénario : Richard Maibaum et Michael G. Wilson, d'après la nouvelle Bons baisers de Paris de Ian Fleming parue en 1960
- Musique : John Barry ; chanson du générique A View to a Kill interprétée par Duran Duran
- Photographie : Alan Hume
- Décors : Peter Lamont
- Costumes : Emma Porteous
- Coordination des cascades : Rémy Julienne
- Coordinateur des combats et des cascades : Claude Carliez et Bob Simmons et leurs équipes
- Production : Albert R. Broccoli et Michael G. Wilson
- Sociétés de production : Danjaq, EON Productions, Metro-Goldwyn-Mayer et United Artists
- Distribution : United International Pictures (Royaume-Uni, France), MGM/UA Entertainment Company (États-Unis)
- Budget : 30 000 000 $ (estimation)[2]
- Pays de production :  Royaume-Uni,  États-Unis
- Langue : anglais
- Format : couleurs - 2.35:1 - Dolby Stéréo
- Genre : espionnage, action
- Durée : 131 minutes
- Dates de sortie[3] :
  - États-Unis : 22 mai 1985 (première mondiale à San Francisco), 24 mai 1985 (sortie nationale)
  - Royaume-Uni : 12 juin 1985 (première à Londres), 13 juin 1985 (sortie nationale)
  - France : 11 septembre 1985

## Distribution
- Roger Moore (VF : Claude Bertrand) : Commandeur James Bond/ 007
- Christopher Walken (VF : Bernard Tiphaine) : Max Zorin
- Tanya Roberts (VF : Joëlle Fossier) : Stacey Sutton
- Grace Jones (VF : Thamila Mesbah) : May Day
- Patrick Macnee (VF : Jean Berger) : Sir Godfrey Tibbett
- Patrick Bauchau (VF : Lui-même) : Scarpine
- David Yip (VF : Claude Dasset) : Chuck Lee
- Fiona Fullerton (VF : Monique Thierry) : Pola Ivanova
- Manning Redwood (VF : Marc de Georgi) : Bob Conley
- Alison Doody (VF : Isabelle Ganz) : Jenny Flex
- Willoughby Gray (VF : Claude d'Yd) : Hans Glaub / Dr Carl Mortner
- Desmond Llewelyn (VF : Louis Arbessier) : Q
- Robert Brown (VF : Jean Davy) : M
- Lois Maxwell (VF : Paule Emanuele) : Miss Moneypenny
- Walter Gotell (VF : Serge Nadaud) : Général d'armée Anatol Alexis Gogol, directeur du KGB
- Geoffrey Keen (VF : Philippe Dumat) : Sir Frederick Gray, ministre de la Défense
- Jean Rougerie (VF : Lui-même) : Achille Aubergine
- Daniel Benzali (VF : Georges Riquier) : W. G. Howe
- Bogdan Kominowski : Klotkoff, agent du KGB
- Papillon Soo Soo : Pan Ho, alliée de Max Zorin
- Mary Stävin (VF : Sylvie Moreau) : Kimberley Jones, la femme qui accompagne 007 (pré-générique)
- Dolph Lundgren : Venz, agent du KGB (caméo)
- Michael G. Wilson : la voix que l'on entend faiblement quand Bond et Stacey prennent l'ascenseur à l'hôtel de ville de San Francisco en pleine nuit (caméo vocal non crédité)
- Laurent Baffie : figurant (non crédité)

## Lieux de l'action
- Union soviétique, Sibérie (prégénérique)
- Angleterre
  - Londres
  - Ascot, Berkshire
- France
  - Paris (Tour Eiffel)
  - Chantilly (Château de Chantilly)[4]
- États-Unis
  - San Francisco (Silicon Valley),  Californie

## Production

### Genèse et développement
À la fin du précédent film, Octopussy, le générique disait que James reviendrait dans From a View to a Kill, en référence au titre original de la nouvelle de Ian Fleming. Le titre original du film est finalement modifié en retirant le « from ». Par ailleurs, le scénario du film ne reprend pas du tout l'intrigue de la nouvelle.
Le scénario est écrit par Richard Maibaum et Michael G. Wilson. Ce dernier est également crédité pour la première fois comme producteur, aux côtés de son beau-père Albert R. Broccoli.

### Attribution des rôles
Après le succès d'Octopussy, Albert R. Broccoli pense que Roger Moore ne va pas signer une 7e fois pour rejouer le rôle de James Bond. Cependant, United Artists fait une offre de 3,5 millions de dollars à Roger Moore. Ce dernier accepte de jouer pour la dernière fois le rôle de l'espion.Il n'y eut pas comme pour les précédents de films de tests de nouveaux acteurs afin de remplacer Roger Moore d'emblée sélectionné.
C'est aussi la dernière fois que Lois Maxwell incarne Miss Moneypenny. C'est en revanche la première fois que l'on voit Dolph Lundgren au cinéma, dans le rôle d'un des gardes du corps du général. À l'époque compagnon de Grace Jones, il l'accompagnait sur le tournage et c'est ainsi qu'on lui a offert un petit rôle de figurant. Mais on peine à la reconnaître à l'écran.
Lors de l'écriture, le physique du personnage de Max Zorin s'inspirait du chanteur Sting. David Bowie a ensuite été pressenti pour tenir le rôle, mais il a refusé. Christopher Walken qui est finalement choisi, fut le premier acteur oscarisé à jouer dans un film de Bond. Il avait reçu un oscar pour Voyage au bout de l'enfer (1978).
L'Irlandaise Alison Doody, qui interprète ici Jenny Flex, à la solde de Zorin, est la plus jeune James Bond girl de la saga. Elle n'avait que 19 ans à la sortie du film. Elle reste aussi la seule actrice de la saga à avoir également joué dans un Indiana Jones, Indiana Jones et la dernière croisade.
Maud Adams, déjà vue dans L'Homme au pistolet d'or et Octopussy, fit une troisième apparition (ici en figuration en tant que piétonne) inédite pour une James Bond girl. Elle était à San Francisco lors du tournage et Roger Moore a insisté pour qu'on lui offre une apparition.
Grace Jones apparaît dans une sculpturale robe rose réalisée par Azzedine Alaïa.
Pour jouer le personnage de Sir Godfrey Tibbett, la production fit appel à Patrick Macnee, qui fut donc, avec Honor Blackman, Diana Rigg et Joanna Lumley, un des acteurs de Chapeau melon et bottes de cuir à jouer dans la franchise. Dans la scène où Tibbett pose les bagages, il y a d'ailleurs un clin d'œil à la série télévisée : Bond retire un parapluie de sous son bras. A noter que son personnage était à l'origine un ex-jockey. Cependant, comme Patrick Macnee était trop corpulent pour faire un jockey convaincant, son passé fut modifié. Patrick Macnee et Roger Moore avaient tourné ensemble en 1976 Sherlock Holmes à New York de Boris Sagal.
Le personnage d'Achille Aubergine, interprété par Jean Rougerie, est selon toute vraisemblance un clin d’œil à Hercule Poirot. Comme le célèbre détective belge créé par Agatha Christie, Aubergine porte le prénom d'un personnage de la mythologie grecque (Achille pour l'un, Hercule pour l'autre), et a pour nom de famille un mot évoquant un légume (aubergine pour l'un, poireau, sous l'orthographe « Poirot » pour l'autre).

### Tournage

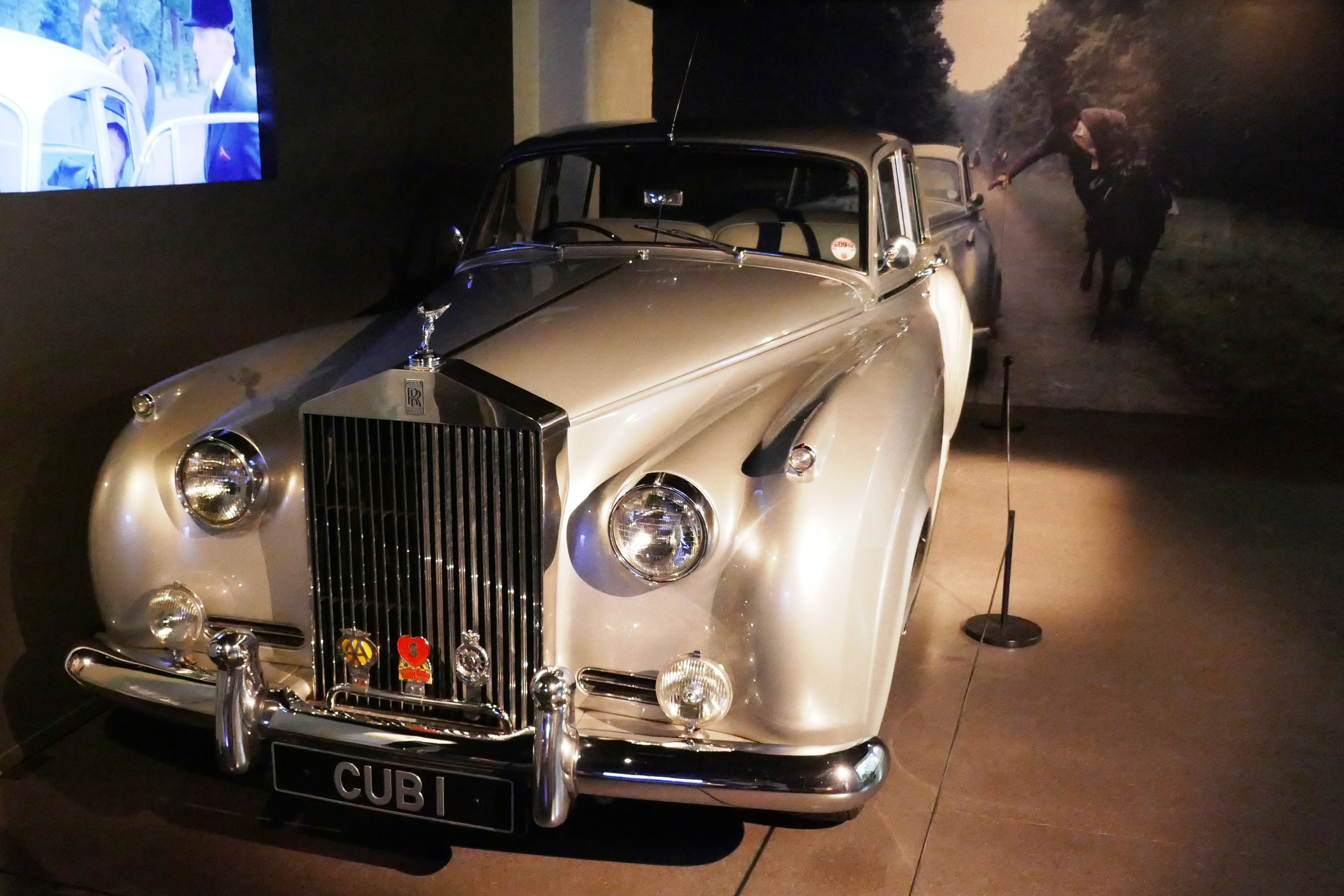
Rolls-Royce Silver Cloud II utilisée dans le film.

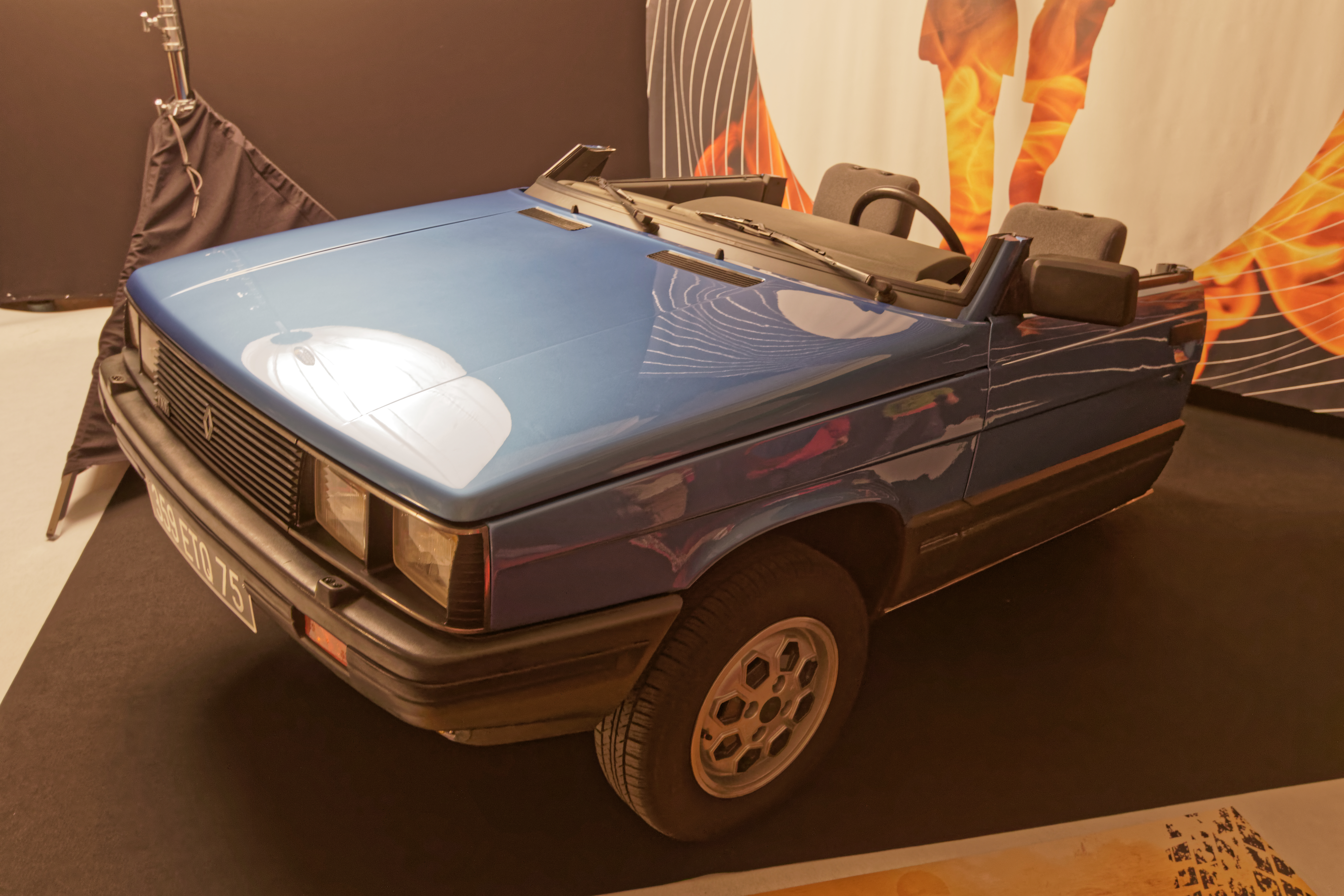
La Renault 11 L'une des voitures utilisées pour la séquence de course-poursuite dans Paris.

La production débute le 23 juin 1984 en Islande, où la seconde équipe filme la séquence pré-générique. Le 27 juin 1984, un incendie se produit sur le plateau 007 des Pinewood Studios, après une explosion de bidons d'essence laissés sur place après le tournage de Legend de Ridley Scott. Le plateau de tournage est alors reconstruit et rouvre en janvier 1985, rebaptisé « Albert R. Broccoli's 007 ». Le tournage de Dangereusement vôtre peut alors s'y dérouler.
La Rolls-Royce Silver Cloud Série II que Sir Godfrey Tibbett conduit pour se rendre aux haras de Zorin en France était en fait celle d'Albert R. Broccoli. Le producteur refusa l'idée de la voir sombrer dans une gravière, aussi une autre Rolls-Royce fût-elle louée pour cette scène.
Les prairies du haras de pur-sang de Zorin sont les grandes étendues qui entourent le château de Chantilly, construit au XVIe siècle, situé à 35 km de Paris. Quant aux appartements des domestiques, il s'agit en réalité du château d'Enghien. Construit en 1769 par l'architecte Jean-François Leroy, il fut utilisé pour héberger les invités des princes.
La séquence avec les complices de Zorin dans le dirigeable est quasiment calquée sur celle de Goldfinger : Le mégalomane expose son plan, un des membres présents refuse d'y participer, on lui demande alors de sortir. Dans Goldfinger, M. Solo, qui a un « rendez-vous pressant » finit dans une broyeuse à voitures ; dans Dangereusement vôtre, l'homme réticent est expédié par MayDay dans l'océan depuis le dirigeable, après que Zorin lui a proposé d'aller « prendre un rafraîchissement ».
Roger Moore n'eut pas recours à une doublure pour une bonne part des images où il conduit un camion de pompiers à San Francisco : il avait appris à conduire des poids lourds lors de son service militaire. Toutefois, il est doublé dans la plupart des scènes d'actions. 
Pour les vues en plongée verticale de Stacey Sutton suspendue au pont du Golden Gate, Charles Staffell, spécialiste des effets spéciaux de Pinewood, construisit un dispositif particulier. Un projecteur suspendu au plafond donnait l'impression que Stacey était à des dizaines de mètres au-dessus de la circulation.
La chute finale de Zorin du haut du pont du Golden Gate a été réalisée par le biais d'effets spéciaux, les autorités de la ville ayant interdit ce genre de cascade de peur de déclencher une vague de suicides par imitation.
Lieux de tournage
 Angleterre
- Pinewood Studios : Plateau Albert R. Broccoli's 007 (intérieurs de la mine de Zorin)
- Hippodrome d'Ascot, Berkshire
- Amberley Working Museum, Amberley, Sussex de l'Ouest (entrée et extérieurs de la mine de Zorin)
- Wraysbury, Berkshire (scène de la Rolls-Royce dans le lac)

 Islande
- Lac de Jökulsárlón

 Suisse
- Alpes suisses
  - Glacier du Piz Palü

 France
- Tour Eiffel, Paris
  - Restaurant Le Jules Verne, Tour Eiffel
- Château de Chantilly, Chantilly, Oise (60)
- Château de Grosbois, Boissy-Saint-Léger, Val-de-Marne (94) (scènes avec des jockeys)

 États-Unis
- San Francisco,  Californie
  - Silicon Valley
  - Fisherman's Wharf
  - Pont du Golden Gate
  - Baie de San Francisco
  - Hôtel de ville de San Francisco
- Oakland,  Californie
  - Dunsmuir Hellman House (résidence de Stacey Sutton)

Lieux d'actions selon la chronologie du film
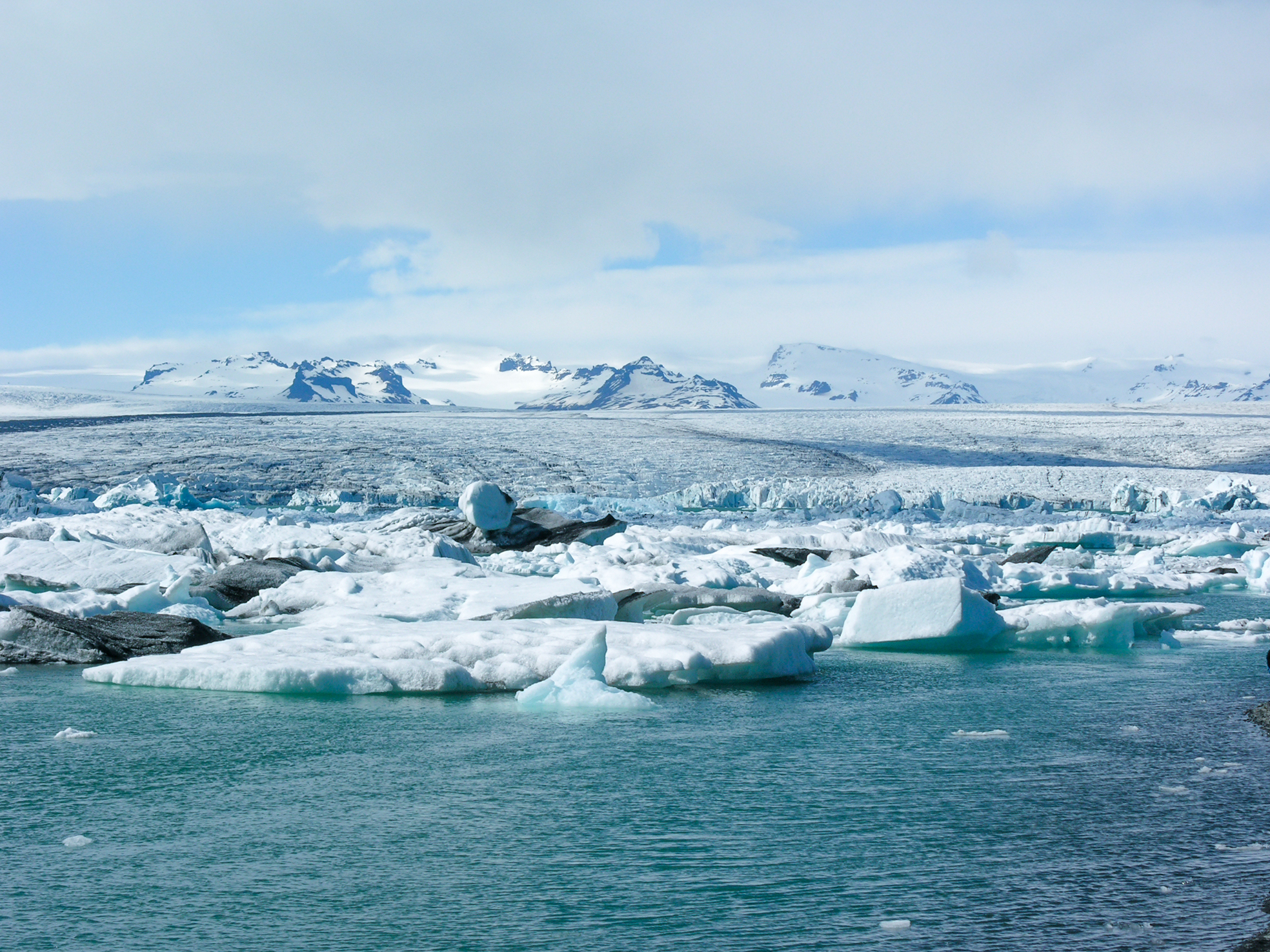
Jökulsárlón.
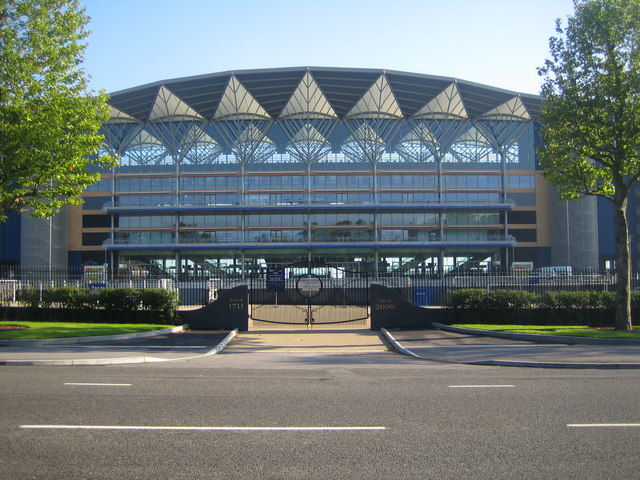
Ascot.
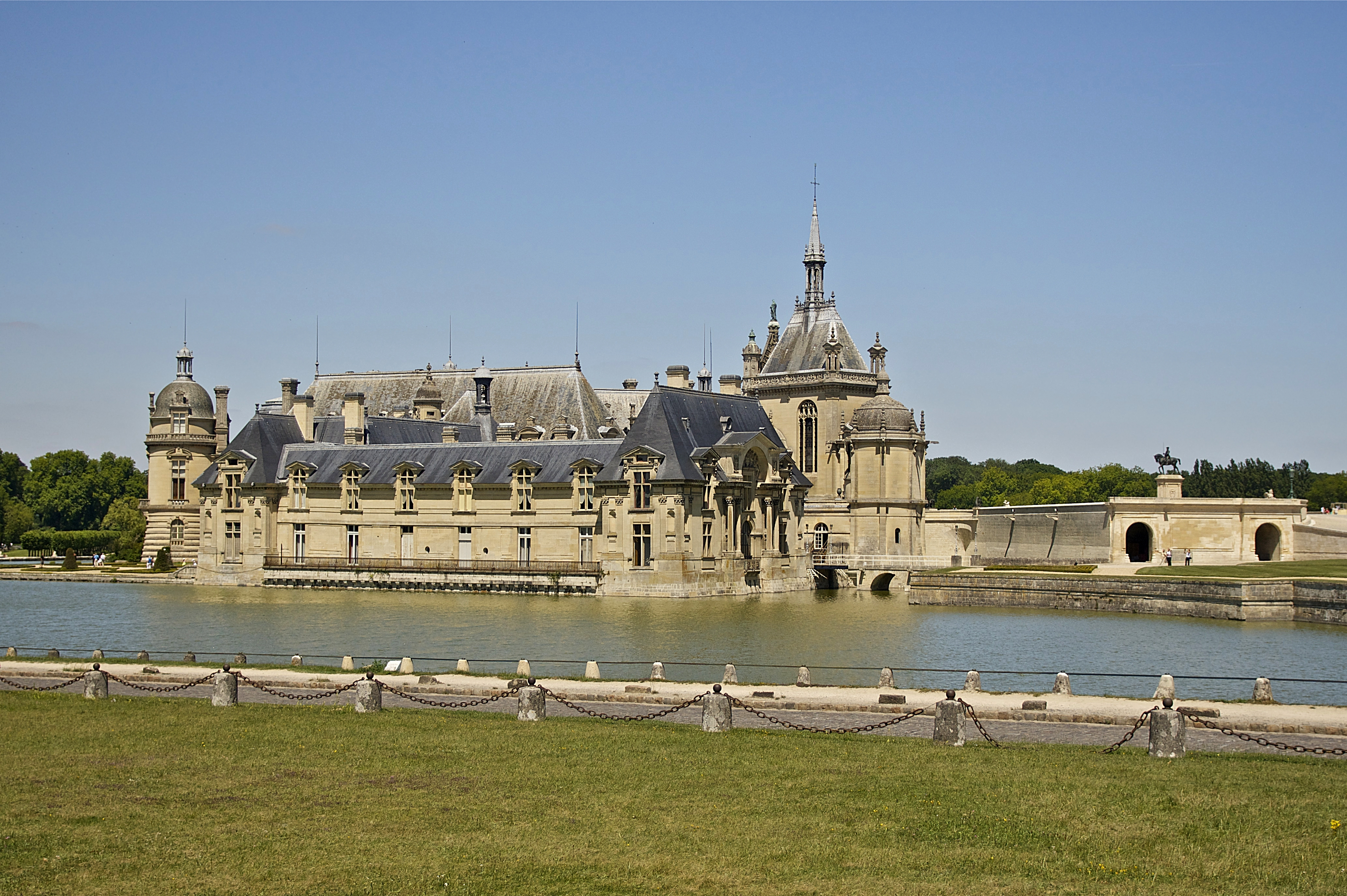
Château de Chantilly.
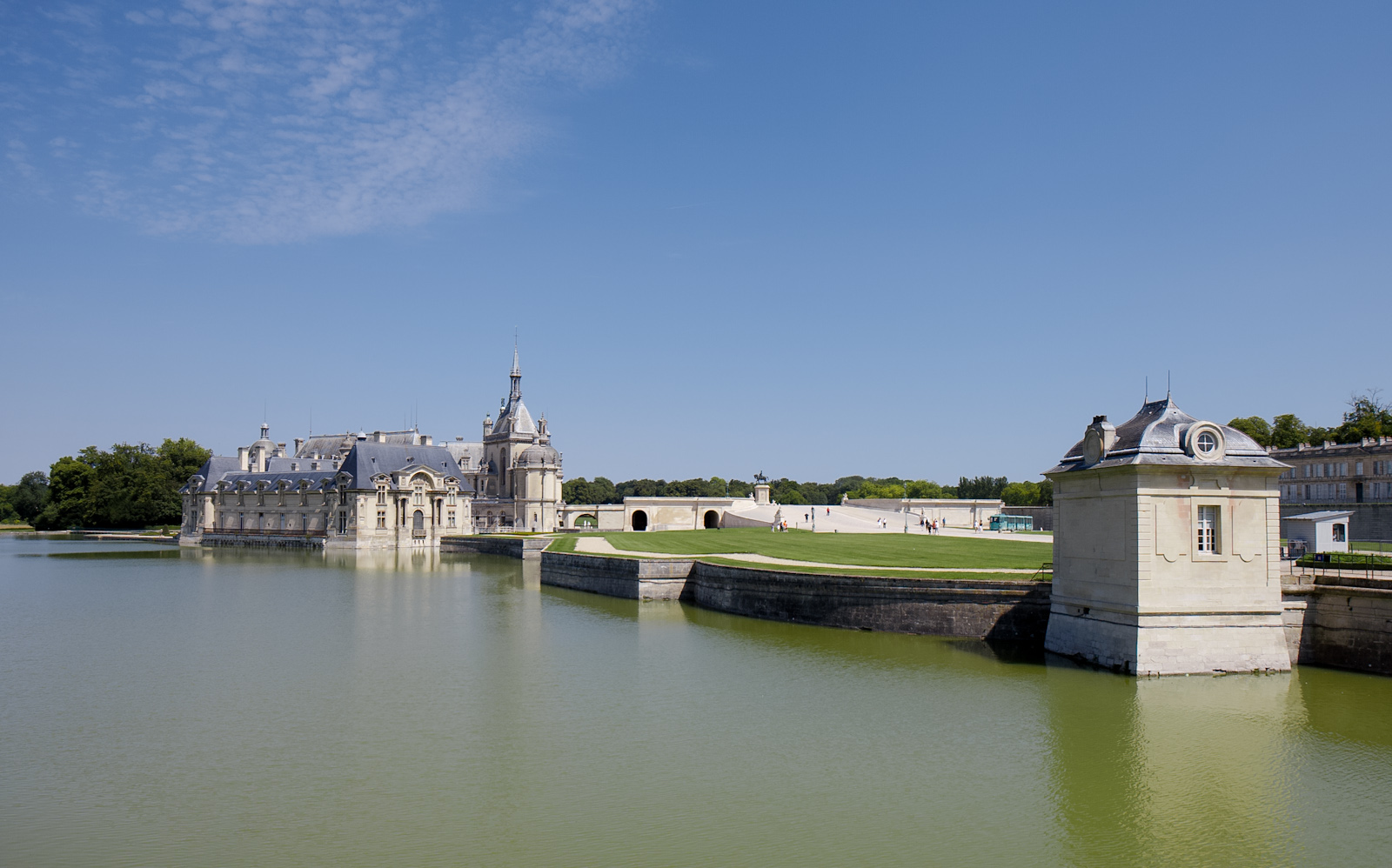
Château de Chantilly.
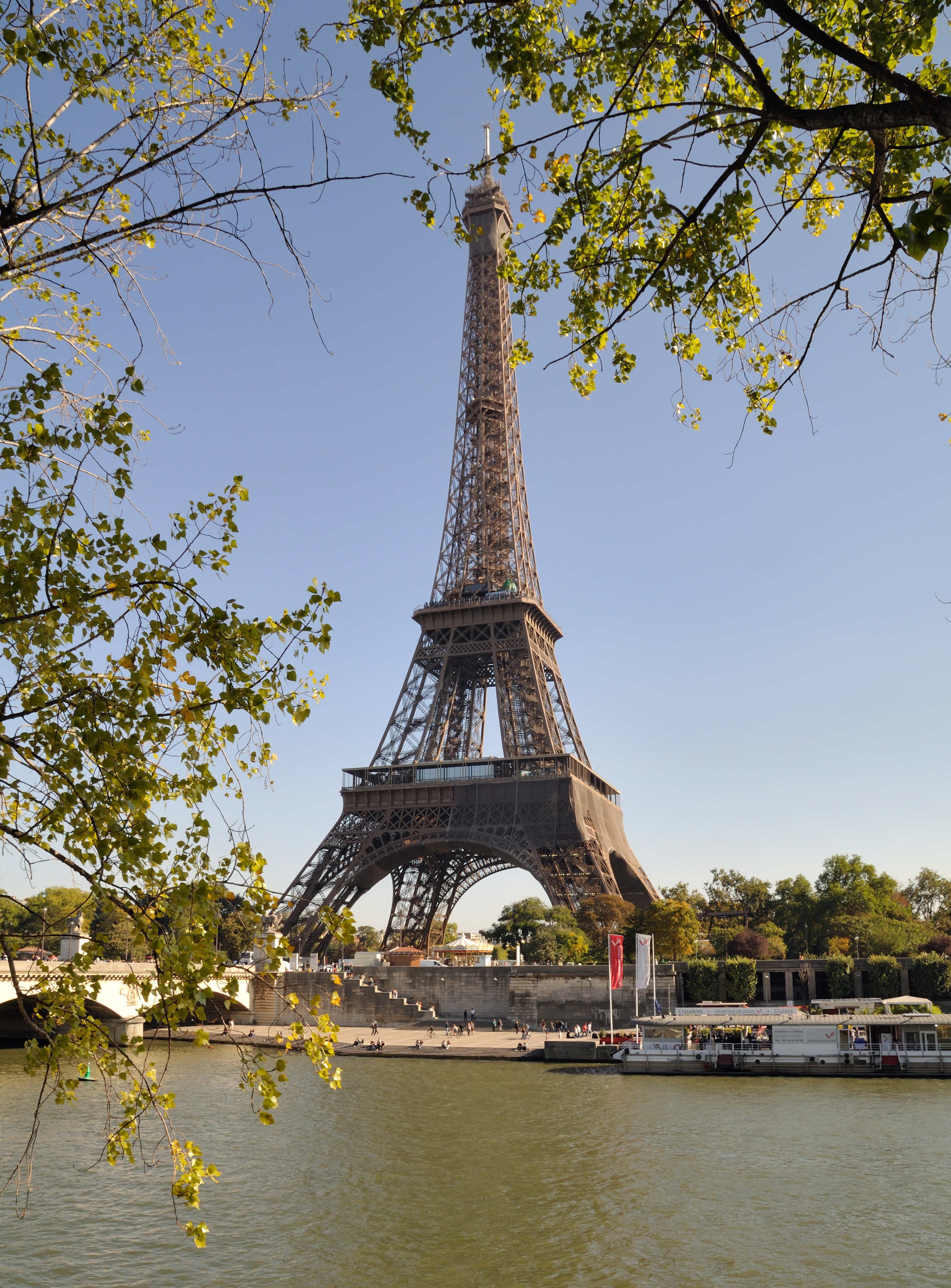
Tour Eiffel.
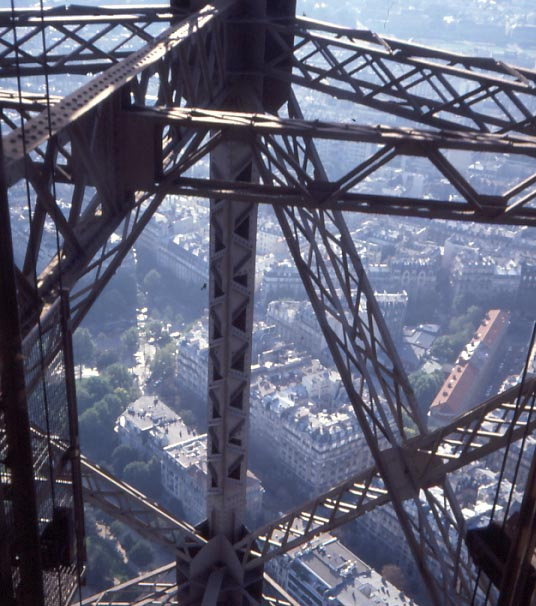
Tour Eiffel.
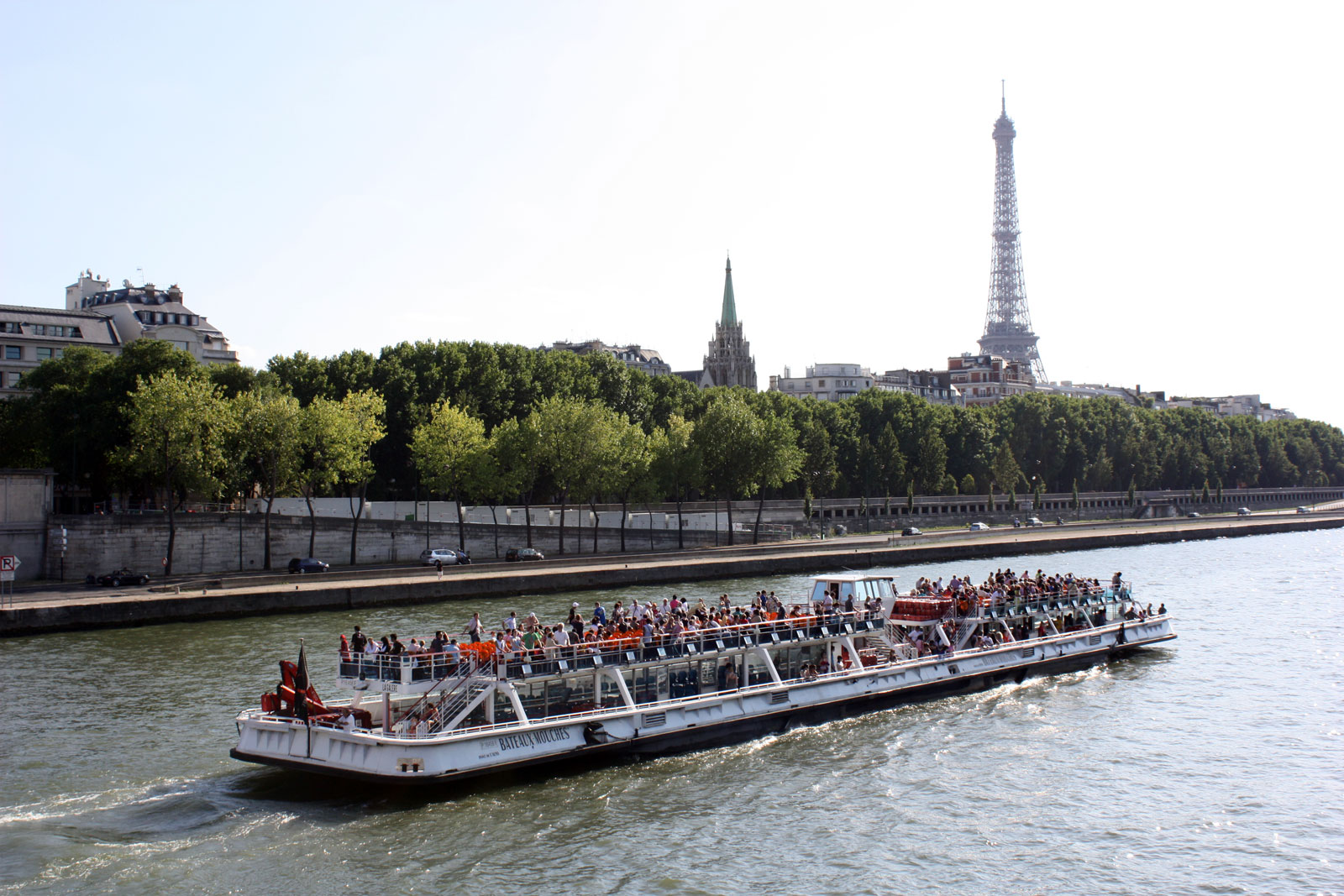
Bateau-mouche.
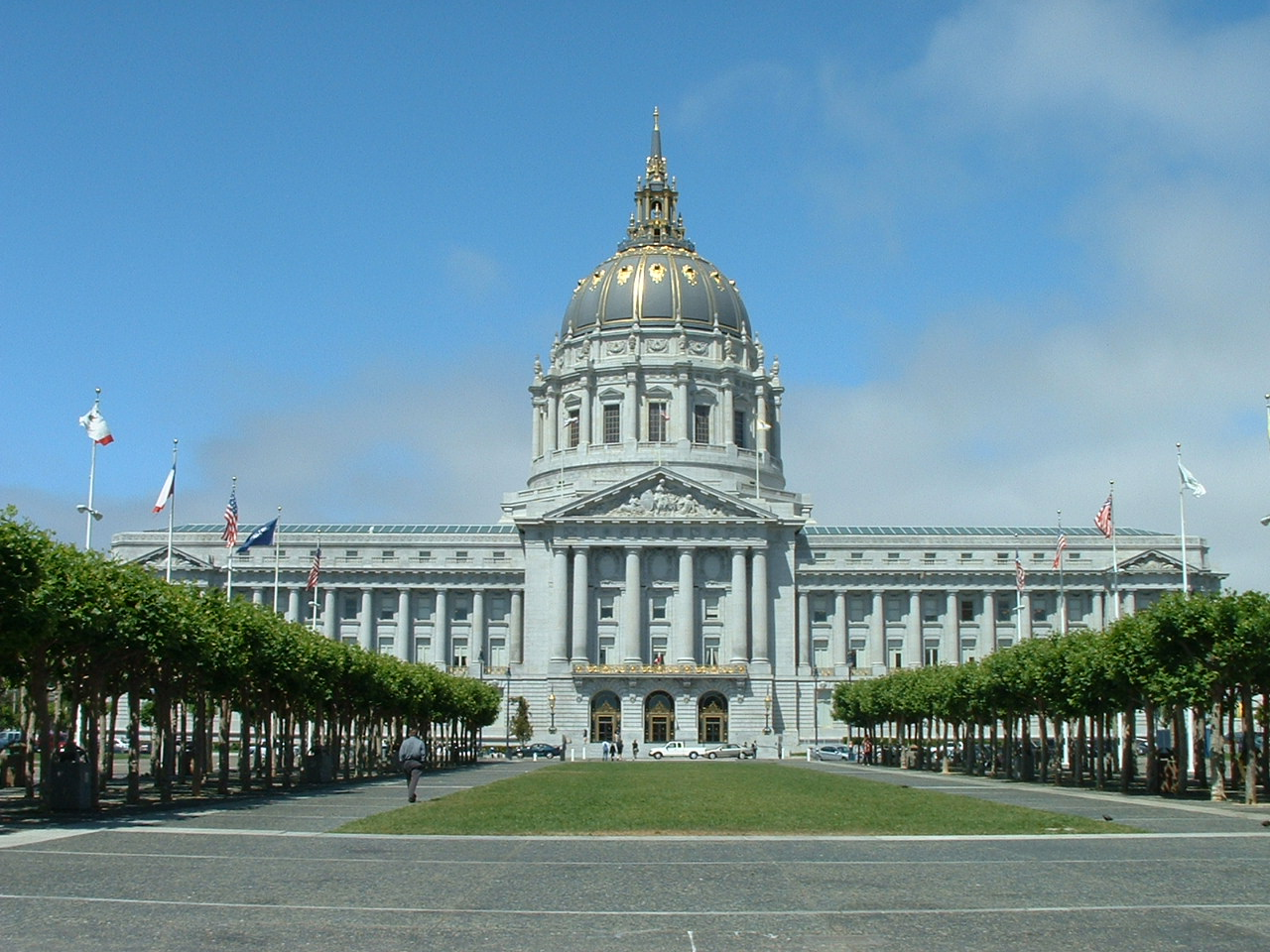
Hôtel de ville de San Francisco.
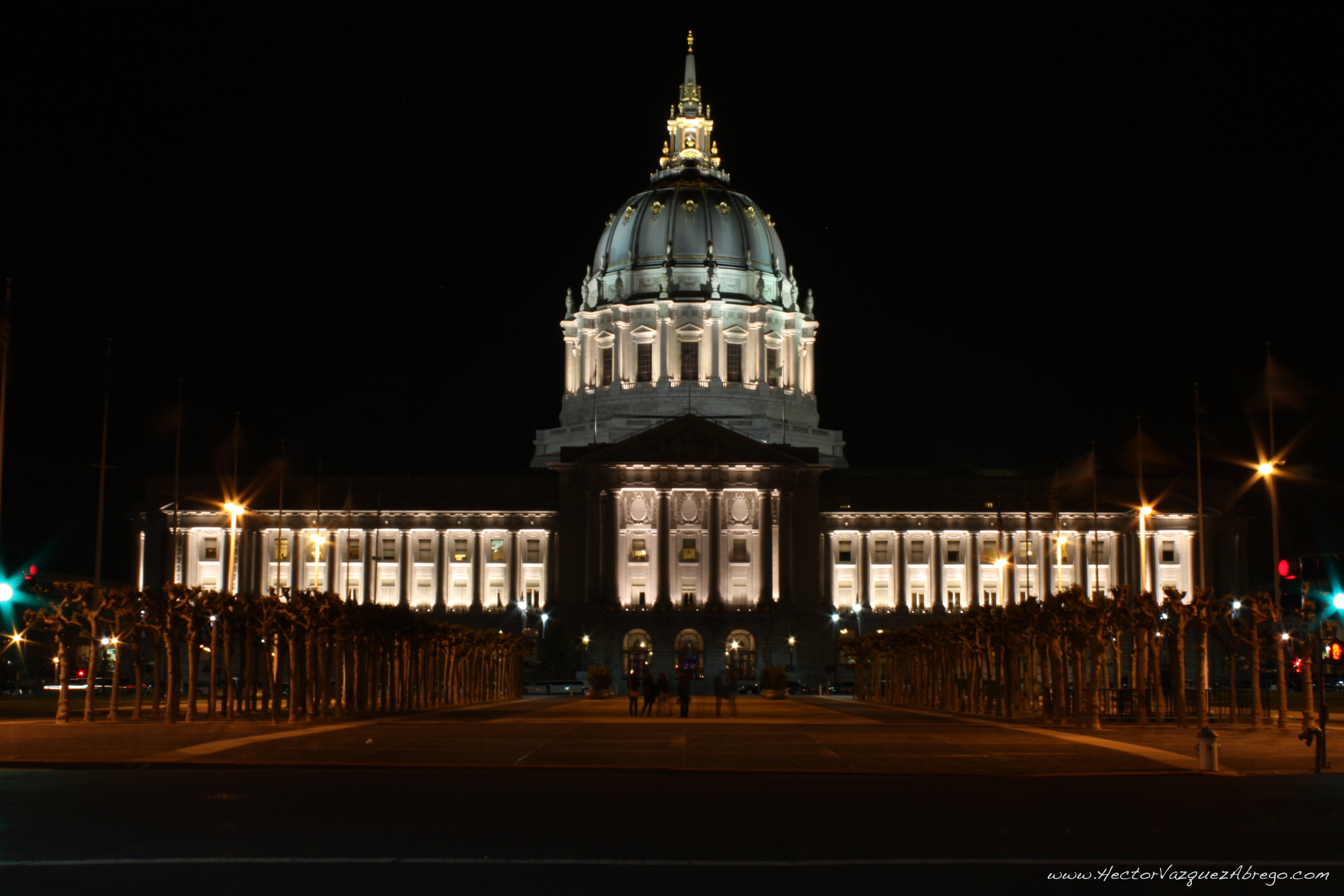
Hôtel de ville de San Francisco.
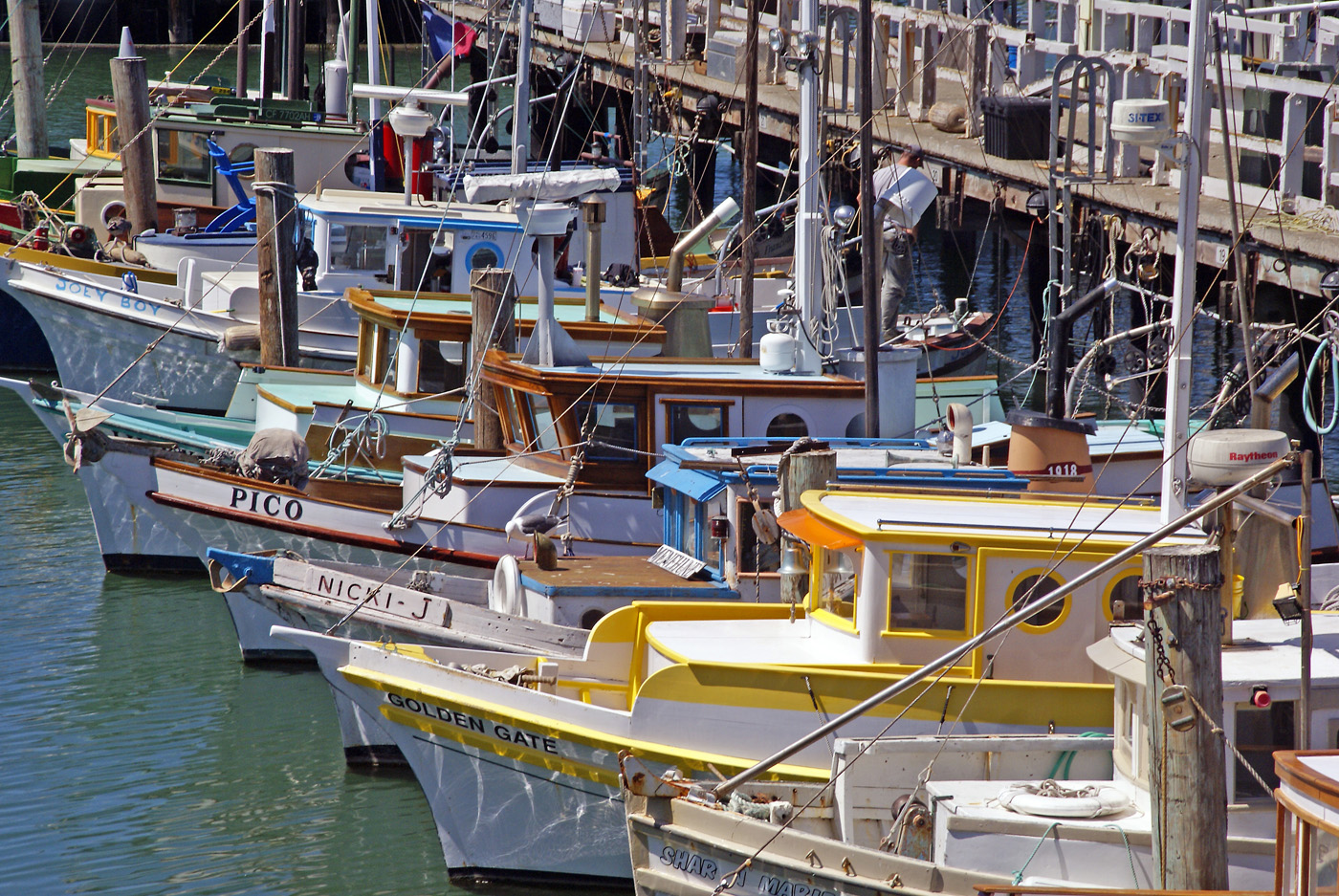
Fisherman's Wharf.
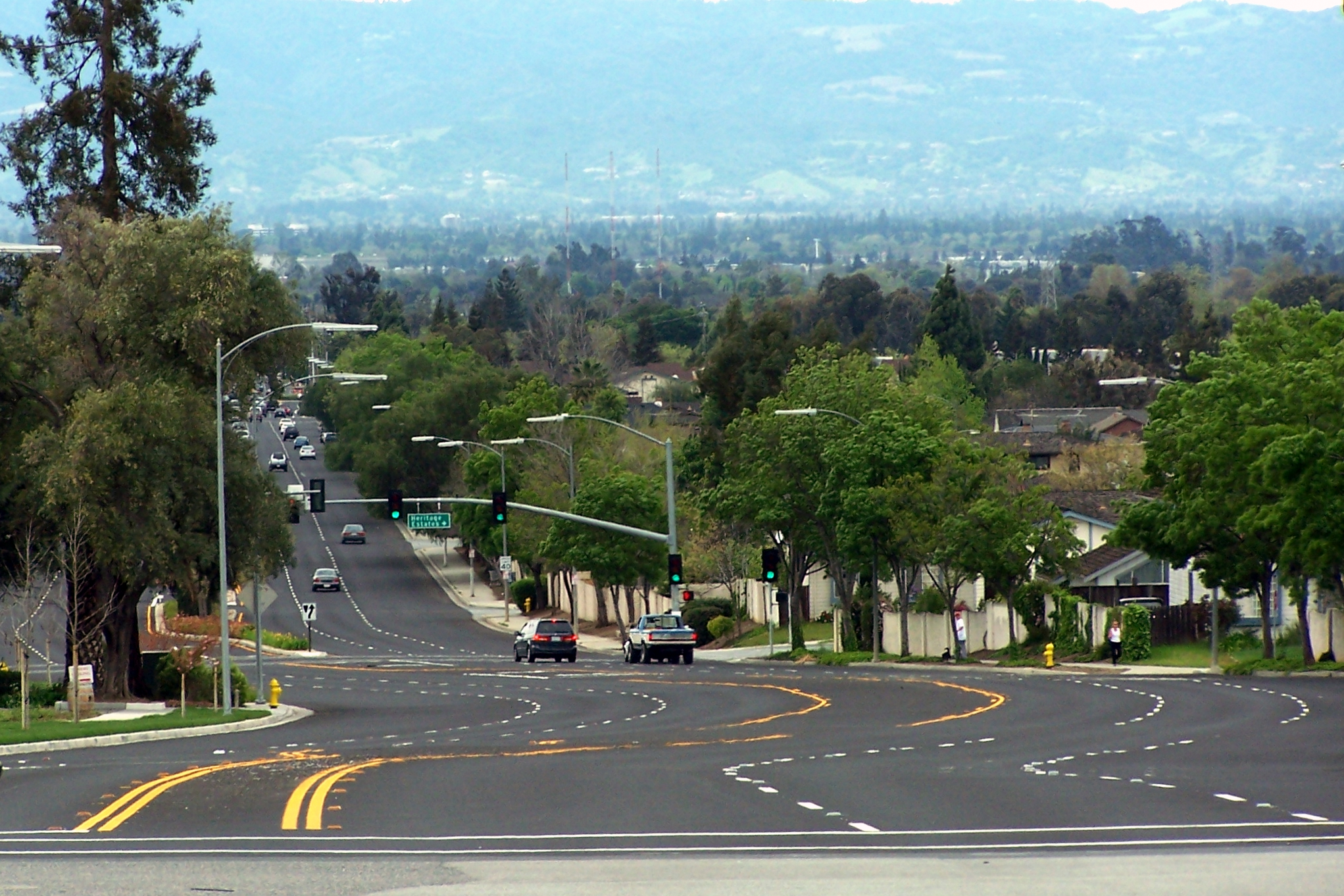
Silicon Valley.
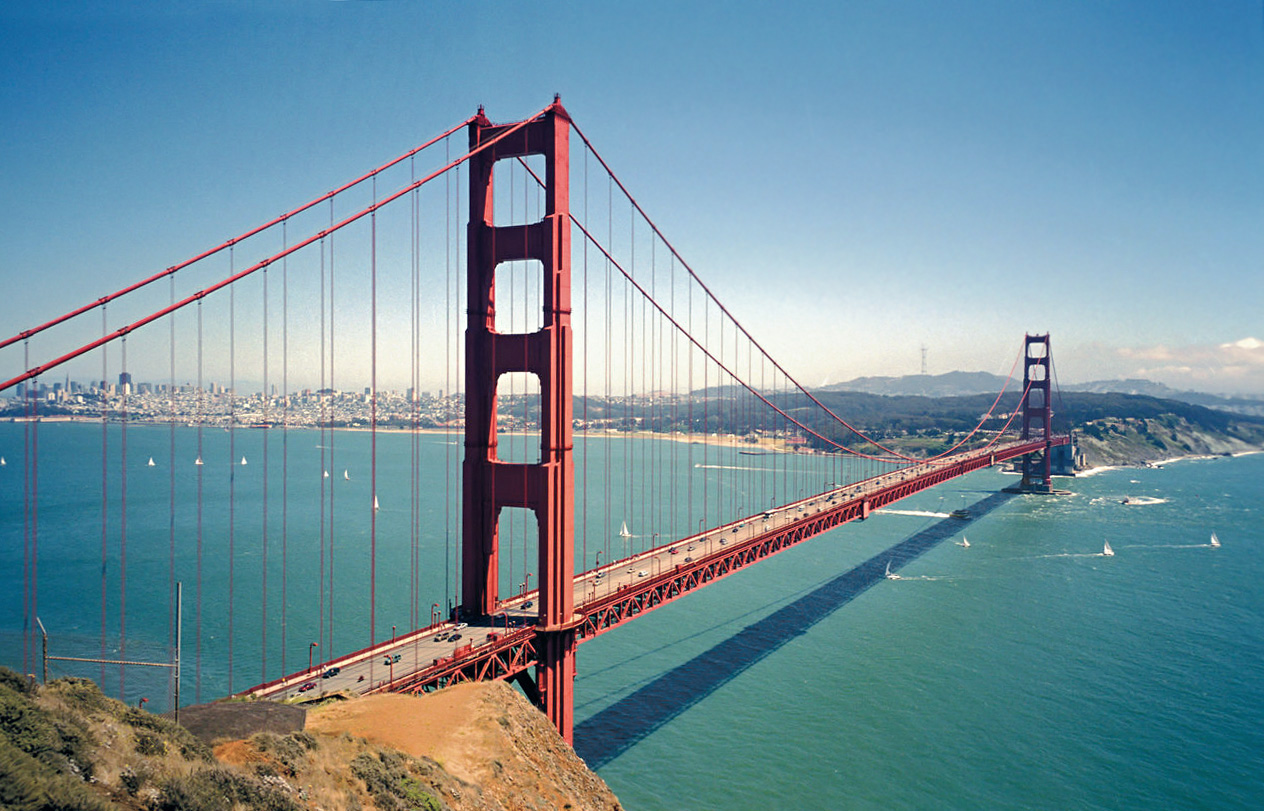
Pont du Golden Gate.

## Bande originale
Bandes originales James Bond
Octopussy
(1983) Tuer n'est pas jouer
(1987)
John Barry compose sa 10e bande originale d'un film de James Bond.
La chanson du générique, A View to a Kill, est interprétée par le groupe Duran Duran, et écrite avec l'aide de John Barry. La chanson est un énorme succès, dépassant toutes les autres chansons déjà enregistrées pour la saga. Elle se classe 1re aux États-Unis, une première pour la saga James Bond. Elle fut no 2 en Angleterre.
Dans la scène d'ouverture, on peut entendre la chanson des Beach Boys California Girls, reprise par Gidea Park. Un extrait des Quatre Saisons d'Antonio Vivaldi est joué durant la réception à laquelle se rend Bond.
Listes des titres
1. A View to a Kill (Main Title) — Duran Duran
2. Snow Job
3. May Day Jumpers (contient le James Bond Theme, à l'origine composé pour James Bond 007 contre Dr. No)
4. Bond Meets Stacey (A View to a Kill)
5. Pegasus' Stable
6. Tibbett Gets Washed Out
7. Airship to Silicon Valley
8. He's Dangerous
9. Bond Underwater
10. Wine with Stacey (A View to a Kill)
11. Bond Escapes Roller
12. Destroy Silicon Valley
13. May Day Bombs Out
14. Golden Gate Fight
15. A View to a Kill (End Title) — Duran Duran

## Distinctions

### Récompenses
- Bambi 1985 : meilleur film international[12]
- Goldene Leinwand 1986 pour UIP

### Nominations
- Golden Globes 1986 : meilleure chanson originale pour A View to a Kill
- Saturn Awards 1986 : meilleur film de science-fiction, meilleure actrice dans un second rôle pour Grace Jones
- Razzie Awards 1986 : pire actrice pour Tanya Roberts

## Sortie et accueil

### Box-office
| - Mondial : 152 427 960 $ - États-Unis : 50 327 960 $ | - France : 2 423 306 entrées - Paris : 670 717 entrées |

## Anecdotes
- Le titre français du film, Dangereusement vôtre, qui n'a aucun rapport avec le titre original, est une référence au titre français de la série télévisée Amicalement vôtre, et dont Roger Moore a été, avec Tony Curtis, un des 2 acteurs principaux.
- Dangereusement vôtre s'ouvre sur un inhabituel avertissement indiquant que le film n'a rien à voir avec quelque personne ou société du monde réel ayant pour nom « Zorin ». Cette clause de non-responsabilité était due à l'existence d'un créateur de mode du nom de Zoran et de sa firme, la Zoran Ladicorbic Ltd.
- Lorsque Grace Jones se retrouve dans la mine de Zorin inondée, elle ignore que des câbles ont été installés pour déclencher des étincelles autour d'elle. Ses cris sur la bande-son sont bien réels.
- C'est la toute première fois que l'on voit James Bond en mission à l'intérieur de l'Union soviétique.
- Dans L'Espion qui m'aimait (1977), Bond familiarisa le monde avec la motomarine (jet-ski). Huit ans plus tard, 007 fit de même pour le snowboard : le pré-générique de Dangereusement vôtre comprend l'une des premières séquences de surf des neiges présentées au grand écran.
- Dans cette quatorzième mission, James Bond porte deux montres de la marque Seiko : une 7A28 et une H558 à double affichage pour les scènes sous-marines à San Francisco. Cependant, on peut observer une montre intruse non prévue pour le film : lorsque Bond descend de cheval pour embarquer dans la Rolls Royce (conduite par May Day avec Tibbett mort sur le siège arrière), il porte une Rolex Oyster en or et acier. En réalité, Roger Moore portait sa véritable montre au moment de tourner la scène. Par ailleurs, une Seiko SPD 094 avait été également prévue pour le film mais n'a finalement pas été utilisée[14].
- Le logo de Zorin Industries fut conçu selon un thème chromatique de rouge, de blanc et de vert répondant aux véritables coloris du dirigeable Fuji. Lors de repérages à San Francisco, l'équipe filma le dirigeable Fuji. Ces images se retrouvent dans le film en tant que vues lointaines du QG volant de Zorin.
- Pour la première fois depuis Opération Tonnerre (1965), un film de Bond n’annonçait pas le titre du suivant. Après le générique de fin, on lisait simplement : « James Bond will return. »
- Dans ce film, non seulement Roger Moore incarne James Bond pour la dernière fois mais c'est aussi la dernière fois qu'il est doublé en français par Claude Bertrand. Ce dernier, gravement malade d'un cancer, effectuera un tout dernier doublage au début de l'année 1986 (sur Bud Spencer dans Les Superflics de Miami) avant de succomber à la maladie au mois de décembre de la même année.
- Ce film marque également la dernière participation à la saga de Bob Simmons, cascadeur historique de la franchise, présent depuis le 1er film. En effet, âgé de 63 ans à la fin du tournage, il avait décidé de prendre sa retraite. Il décédera 2 ans après, le 21 octobre 1987.
- Le titre original du film, A View to a Kill, provient de celui de From a View to a Kill, (Bons baisers de Paris en français) de Ian Fleming, nouvelle du recueil éponyme paru en 1961. D'ailleurs, à la fin d'Octopussy (1983), on lisait « James Bond sera de retour dans From a View to a Kill », le « From » ayant été supprimé du titre par la suite.
- Dans la course en voiture dans Paris à la poursuite de May Day qui a sauté du haut de la Tour Eiffel en parachute, le cascadeur Michel Julienne s'est inspiré de la course poursuite de la 2CV du film Le Gendarme et les Gendarmettes trois ans plus tôt sur lequel il a travaillé, avec la voiture qui continue sa course après avoir été coupée en deux.
- Au cours de la réunion entre 007, M, Q et le ministre de la Défense, au début du film, il est fait mention d'une impulsion électromagnétique (IEM) pouvant détruire tous les ordinateurs du Royaume-Uni. L'IEM sera ľélément clef du scénario de GoldenEye qui sortira en salles en 1995.
- On peut relever quelques faux raccords dans le film[15] :
  - Dans la séquence de la course-poursuite en Renault 11 :
    - Au moment où James Bond démarre avec la voiture, on peut apercevoir la perche du micro dans le reflet de la vitre arrière.
    - La voiture comporte une petite étiquette rouge sur l'aile avant droite. À partir du moment où la voiture est coupée en deux, l'étiquette n'apparaît plus à sa place. De plus, on peut vaguement apercevoir le visage du cascadeur doublant Roger Moore.
    - Lorsque James Bond se dirige vers la rampe, le plan intérieur indique que la voiture est orientée plus vers le bateau sur la droite alors que, au changement de plan, elle passe bien droite sur la rampe.

  - Lorsque James Bond tombe à travers le toit du bateau-mouche où un mariage est célébré, on peut nettement distinguer le mannequin à l'effigie de Roger Moore au moment de l'atterrissage sur le gâteau.
  - Un gros plan de la bague-appareil photo de James Bond a été utilisé deux fois. Sur ce plan, Bond tient sa coupe de champagne alors qu'il la dépose avant que ce même gros plan ne se répète.
  - Lorsque les hommes de mains de Zorin prennent l'ascenseur dans l'écurie pour descendre dans le laboratoire, la plateforme est propre, a leur arrivée au sous sol, la plateforme est recouverte de paille.
  - Lorsque Zorin dit à Conley « Opération Le Filon c'est dans trois jours. S'il y a du retard, je vous en tiendrai pour responsable ! », celui-ci lui répond « À vos ordres. ». Plus tard, lorsque James Bond écoute la bande enregistrée, on réentend la phrase de Zorin mais il dit aussi une autre phrase derrière : « Il est capital que les Pipelines qui restent soient ouverts à temps ! ». Or Zorin ne l'avait pas prononcée devant Conley.
  - Au moment où Pola monte dans la voiture du général Gogol, celui-ci jette un regard vers la jeune femme. On peut nettement voir le visage de la doublure de Walter Gotell.
  - Des signes d'effets spéciaux sont également repérables :
    - Lorsqu'un des hommes de Zorin traverse la rambarde d'escalier puis s'accroche au lustre, on peut découvrir que la rambarde a été pré-sciée.
    - Au moment où Howe est abattu par Zorin, on peut clairement distinguer le pack explosif sous la chemise pour simuler l'impact de balle.
    - Lorsque Zorin fait sauter la mini-bombe dans la mine, on peut apercevoir la petite charge simulant l'explosion surgissant derrière le pêcheur.

  - Au moment où Zorin kidnappe Stacey à bord de son dirigeable, on peut apercevoir non seulement un technicien dans le reflet de la vitre mais aussi le câble de sécurité retenant Christopher Walken.
- Comme dans beaucoup de versions françaises de l'époque, celle du film comporte quelques répliques improvisées par rapport à la version originale. Ici, on peut en remarquer deux sur May Day qui sonnent même incohérentes :
  - Lorsque May Day et James Bond tombent de l'échafaudage et plongent dans la course d'eau, la jeune femme dit « C'est la dernière fois qu'on s'aide ! » alors que les deux personnages disparaissent sous l'eau vers la moitié de la phrase.
  - Lorsqu'ils poussent le wagonnet transportant la bombe et que le frein se bloque en pleine course, May Day dit « Le frein à main s'est bloqué ! » alors que Grace Jones apparaît essoufflée sans remuer les lèvres.
- À deux reprises, il est question de « silicone » au sujet de microprocesseurs, au lieu de silicium (en anglais, silicon désigne le silicium).
- Confiant en un huitième film avec Roger Moore, United Artists proposa à nouveau le rôle à l'acteur qui le refusa. On peut noter que le scénario du film suivant, Tuer n'est pas jouer contenait des scènes humoristiques qui ne convenaient pas à la nouvelle direction prise par la série avec l'interprétation de Timothy Dalton, telles Bond s'échappant d'un palais à Tanger sur un tapis volant, qui furent tournées mais coupées au montage.

## Jeux vidéo
C'est le premier film de la saga à avoir un jeu vidéo dérivé. En fait, ce seront même deux jeux qui seront commercialisés. Le premier, A View to a Kill est édité par Domark et disponible sur ZX Spectrum, Amstrad CPC, Commodore 64, Oric 1, Oric Atmos et MSX. Le second, James Bond 007: A View to a Kill, est un jeu basé sur des textes pour les ordinateurs DOS et Apple II, développé par Angelsoft et publié par Mindscape Group.
May Day est également l'un des personnages jouables dans les jeux vidéo GoldenEye 007 (1997), GoldenEye 007 (2010) et Le monde ne suffit pas. Dans Nightfire en 2002, May Day et Max Zorin apparaissent comme bots. Dans 007 : Quitte ou double (2004), Nikolai Diavolo dit que Max Zorin est son mentor et ami. Dans GoldenEye: Rogue Agent, un niveau multijoueur se déroule au sommet du pont du Golden Gate, avec le dirigeable de Zorin. Max Zorin est également un personnage multijoueur des jeux GoldenEye 007 (2010) et 007 Legends (2012).